# Młodzieżowy Dom Kultury w Toruniu

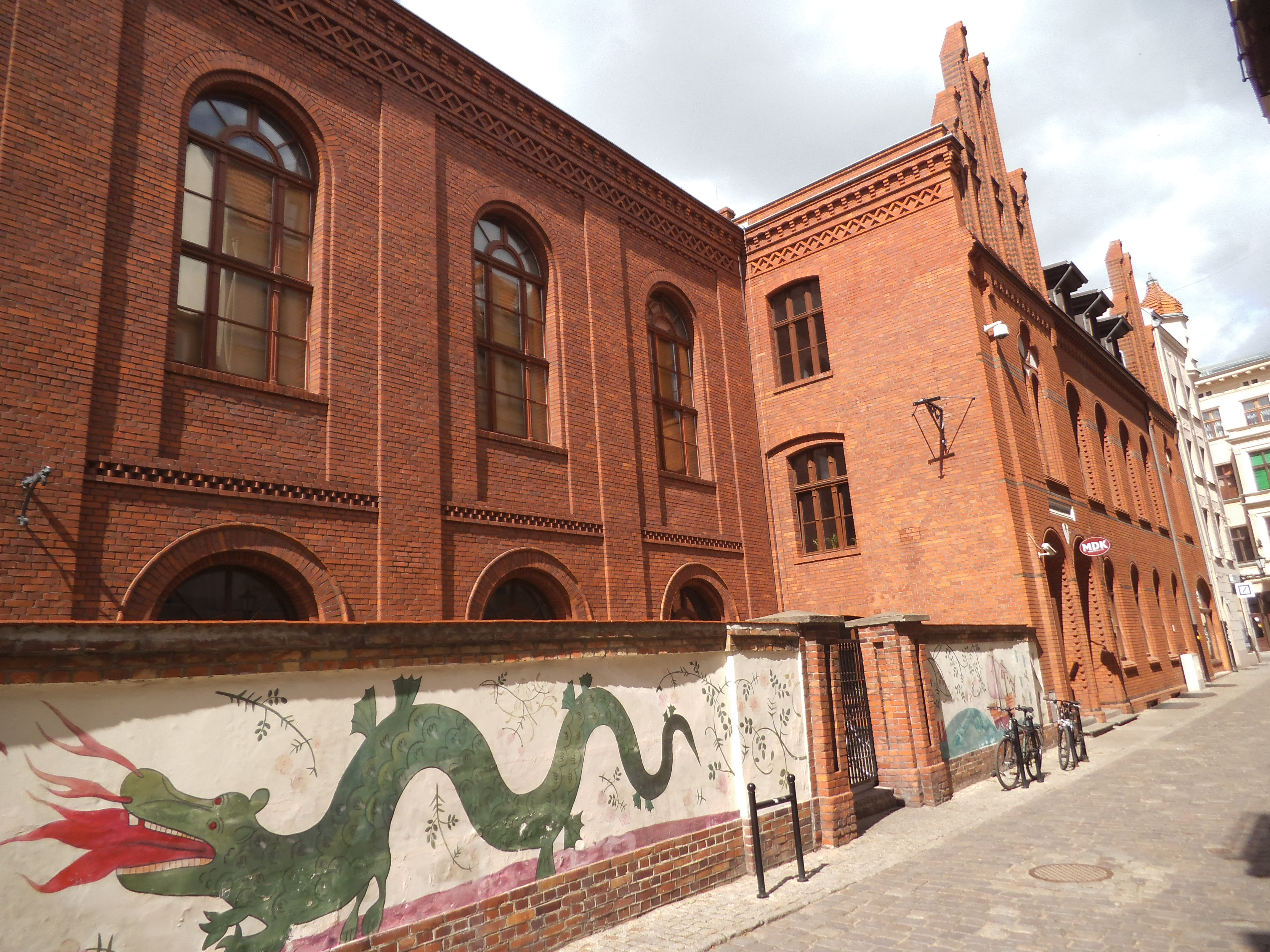
Budynek Młodzieżowego Domu Kultury w Toruniu

Młodzieżowy Dom Kultury w Toruniu – placówka wychowania pozaszkolnego założona w 1951 roku. Jej siedziba mieści się przy ul. Przedzamcze 11/15 w Toruniu.

## Historia
Młodzieżowy Domu Kultury powstał w 1951 roku jako Toruński Dom Harcerza. Początkowo działał w kilku budynkach: przy ul. Łaziennej, w piwnicy Kamienicy pod Gwiazdą, a od 1953 roku także w Ogrodzie Botanicznym. Do obecnej siedziby przy ulicy Przedzamcze Dom Kultury przeniósł się w 1965 roku, kiedy to ówczesne władze Torunia przekazały dawny Dom Bractwa Kurkowego na potrzebę tej placówki. Pierwsze zajęcia dla dzieci i młodzieży odbyły się w nim w październiku 1967 roku. W 1970 roku Dom Kultury przejął budynek obecnego Domu Harcerza przy Rynku Staromiejskim.
W kolejnych latach Młodzieżowy Dom Kultury poszerzał swą działalność, powstał tu m.in. Teatr „Scena Młodych Studio ’P’”, prowadzony przez Lucynę Sowińską. W 1987 roku wydzielono z Domu Kultury pracownie znajdujące się w budynku przy Rynku Staromiejskim, działające do dziś pod nazwą Ognisko Pracy Pozaszkolnej „Dom Harcerza”. W latach 90. XX w. w placówce przeprowadzono zmiany w strukturze organizacyjnej, m.in. od 1996 roku organem prowadzącym tę instytucję został samorząd Torunia. W 1999 roku otwarto Centrum Informacji Młodzieży, zajmujące się doradztwem młodych ludzi nt. ich dalszego kształcenia, a także organizowaniem warsztatów i szkoleń pokazujących zagrożenia współczesnego świata.

### Dyrektorzy
- Jan Harenda (od 1951)
- Henryk Kamiński (?)
- Franciszek Podwojski (1953–?)
- Brunon Pepliński (1954–1968)
- Benedykt Leszczyński (1968–1973)
- Franciszek Podwojski (1973–1982)
- Teresa Wiśniewska (1982–1984)
- Danuta Maliszewska (1984–1986)
- Krzysztof Wejchert (1986–1987)
- Kazimierz Organiściak (1987–1990)
- Grażyna Podlaszewska (1990–1995)
- Maria Cieszyńska (1995–1999)
- Ewa Skonieczka (1999–2019)
- Magdalena Illeczko (od 2021)

Opracowano na podstawie: 